# Olympische Sommerspiele 2016/Schwimmen – 100 m Rücken (Männer)
Der Wettbewerb über 100 Meter Rücken der Männer bei den Olympischen Spielen 2016 in Rio de Janeiro wurde am 7. und 8. Juli 2016 im Olympic Aquatics Stadium ausgetragen. 39 Athleten aus 32 Ländern nahmen daran teil. 
Es fanden fünf Vorläufe statt. Die 16 schnellsten Schwimmer aller Vorläufe qualifizierten sich für die zwei Halbfinals, die am gleichen Tag ausgetragen wurden. Auch hier qualifizierten sich die Finalteilnehmer über die acht schnellsten Zeiten beider Halbfinals.
Abkürzungen:

WR = Weltrekord, OR = olympischer Rekord, NR = nationaler Rekord, PB = persönliche Bestleistung, JWB = Jahresweltbestzeit 

## Bestehende Rekorde
| Weltrekord         | Aaron Peirsol ( Vereinigte Staaten)   | 51,94 s | Indianapolis, USA              | 8. Juli 2009  |
| Olympischer Rekord | Matthew Grevers ( Vereinigte Staaten) | 52,16 s | London, Vereinigtes Königreich | 30. Juli 2012 |

## Titelträger
| Olympiasieger     | Matthew Grevers ( Vereinigte Staaten) | 52,16 s | London 2012 |
| Weltmeister       | Mitch Larkin ( Australien)            | 52,40 s | Kasan 2015  |
| Europameister     | Camille Lacourt ( Frankreich)         | 53,79 s | London 2016 |
| Deutscher Meister | Jan-Philip Glania                     | 53,61 s | Berlin 2016 |

## Vorlauf

### Vorlauf 1
| Platz | Name                | Nation       | Zeit        | Anmerkung |
| ----- | ------------------- | ------------ | ----------- | --------- |
| 1     | Merdan Atayev       | Turkmenistan | 56,34 s     | NR        |
| 2     | Timothy Wynter      | Jamaika      | 57,20 s     |           |
| 3     | David van der Colff | Botswana     | 57,77 s     |           |
| 4     | Driss Lahrichi      | Marokko      | 58,01 s     |           |
| 5     | Yaaqoub al-Saadi    | Marokko      | 59,58 s     |           |
| 6     | Hamdan Bayusuf      | Kenia        | 1:00,28 min |           |
| 7     | Noah al-Khulaifi    | Katar        | 1:07,47 min |           |

### Vorlauf 2
| Platz | Name                   | Nation     | Zeit    | Anmerkung |
| ----- | ---------------------- | ---------- | ------- | --------- |
| 1     | Corey Main             | Neuseeland | 53,99 s |           |
| 2     | Hugo González          | Spanien    | 54,18 s |           |
| 3     | Li Guangyuan           | China      | 54,36 s |           |
| 4     | Danas Rapšys           | Litauen    | 54,40 s |           |
| 5     | Tomasz Polewka         | Polen      | 54,52 s |           |
| 6     | Won Young-jun          | Südkorea   | 55,05 s |           |
| 7     | Albert Subirats        | Venezuela  | 55,44 s |           |
| 8     | Wiktar Stassjalowitsch | Belarus    | 55,68 s |           |

### Vorlauf 3
| Platz | Name              | Nation             | Zeit    | Anmerkung |
| ----- | ----------------- | ------------------ | ------- | --------- |
| 1     | Xu Jiayu          | China              | 53,01 s |           |
| 2     | Ryan Murphy       | Vereinigte Staaten | 53,06 s |           |
| 3     | Jewgeni Rylow     | Russland           | 53,25 s |           |
| 4     | Ryan Shane        | Irland             | 53,85 s | NR        |
| 5     | Jan-Philip Glania | Deutschland        | 53,87 s |           |
| 6     | Gábor Balog       | Ungarn             | 54,48 s |           |
| 7     | Yakov Toumarkin   | Israel             | 54,66 s |           |
| 8     | Simone Sabbioni   | Italien            | 54,91 s |           |

### Vorlauf 4
| Platz | Name                     | Nation             | Zeit    | Anmerkung |
| ----- | ------------------------ | ------------------ | ------- | --------- |
| 1     | David Plummer            | Vereinigte Staaten | 53,19 s |           |
| 2     | Robert Glință            | Rumänien           | 53,51 s |           |
| 3     | Chris Walker-Hebborn     | Großbritannien     | 53,54 s |           |
| 4     | Grigori Tarassewitsch    | Russland           | 53,65 s |           |
| 5     | Christopher Patrick Reid | Südafrika          | 53,68 s |           |
| 6     | Javier Acevedo           | Kanada             | 54,11 s |           |
| 7     | Quah Zheng Wen           | Singapur           | 54,38 s |           |
| 8     | Radosław Kawęcki         | Polen              | 54,39 s |           |

### Vorlauf 5
| Platz | Name               | Nation       | Zeit    | Anmerkung |
| ----- | ------------------ | ------------ | ------- | --------- |
| 1     | Camille Lacourt    | Frankreich   | 52,96 s |           |
| 2     | Mitch Larkin       | Australien   | 53,04 s |           |
| 3     | Josh Beaver        | Australien   | 53,47 s |           |
| 4     | Ryōsuke Irie       | Japan        | 53,49 s |           |
| 5     | Guilherme Guido    | Brasilien    | 53,80 s |           |
| 6     | Apostolos Christou | Griechenland | 54,12 s |           |
| 7     | Junya Hasegawa     | Japan        | 54,17 s |           |
| 8     | Mikita Tsmyh       | Belarus      | 54,97 s |           |

## Halbfinale

### Lauf 1
| Platz | Name                     | Nation             | Zeit    | Anmerkung |
| ----- | ------------------------ | ------------------ | ------- | --------- |
| 1     | Ryan Murphy              | Vereinigte Staaten | 52,49 s |           |
| 2     | Xu Jiayu                 | China              | 52,73 s |           |
| 3     | Jewgeni Rylow            | Russland           | 52,84 s |           |
| 4     | Ryōsuke Irie             | Japan              | 53,21 s |           |
| 5     | Christopher Patrick Reid | Südafrika          | 53,70 s |           |
| 6     | Chris Walker-Hebborn     | Großbritannien     | 53,75 s |           |
| 7     | Corey Main               | Neuseeland         | 54,29 s |           |
| 8     | Shane Ryan               | Irland             | 54,40 s |           |

### Lauf 2
| Platz | Name                  | Nation             | Zeit    | Anmerkung |
| ----- | --------------------- | ------------------ | ------- | --------- |
| 1     | David Plummer         | Vereinigte Staaten | 52,50 s |           |
| 2     | Mitch Larkin          | Australien         | 52,70 s |           |
| 3     | Camille Lacourt       | Frankreich         | 52,72 s |           |
| 4     | Robert Glință         | Rumänien           | 53,34 s |           |
| 5     | Grigori Tarassewitsch | Russland           | 53,46 s |           |
| 6     | Jan-Philip Glania     | Deutschland        | 53,94 s |           |
| 7     | Josh Beaver           | Australien         | 53,95 s |           |
| 8     | Guilherme Guido       | Brasilien          | 54,16 s |           |

## Finale
9. August 2016, 03:38 Uhr MEZ
| Platz | Name                         | Nation             | Zeit    | Anmerkung |
| ----- | ---------------------------- | ------------------ | ------- | --------- |
| 1     | Ryan Murphy                  | Vereinigte Staaten | 51,97 s | OR        |
| 2     | Xu Jiayu                     | China              | 52,31 s |           |
| 3     | David Plummer                | Vereinigte Staaten | 52,40 s |           |
| 4     | Mitch Larkin                 | Australien         | 52,43 s |           |
| 5     | Camille Lacourt              | Frankreich         | 52,70 s |           |
| 6     | Jewgeni Michailowitsch Rylow | Russland           | 52,74 s |           |
| 7     | Ryōsuke Irie                 | Japan              | 53,42 s |           |
| 8     | Robert Glință                | Rumänien           | 53,50 s |           |